# タルトゥース
座標: 北緯34度53分 東経35度53分 / 北緯34.883度 東経35.883度

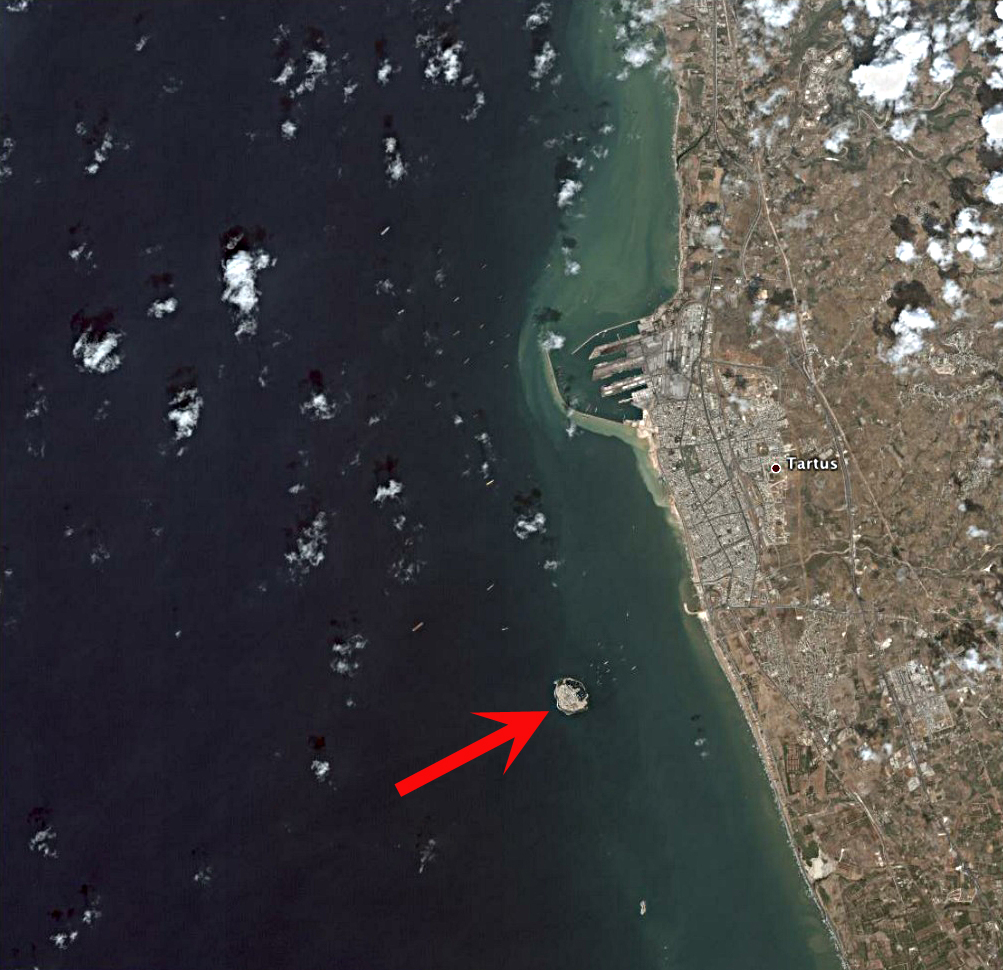
衛星写真でみたタルトゥース。北に新しい港湾、西の沖合（赤い矢印）にアルワード島が浮かぶ

タルトゥース（タルトゥス、タルトス、ローマ字表記：Tartus、Tartous、アラビア語: طرطوس）は、シリア（シリア・アラブ共和国）西部の地中海に面したラタキアに次ぐシリア第二の港湾都市で、タルトゥース県では最大の都市。タルトゥース県の県都。人口は2007年時点でおよそ93,000人と見積もられている。ロシア海軍が駐留していることでも知られている（タルトゥース海軍基地）。

## 呼称
かつてラテン語のアンタラドゥス（Antaradus）またはアンタルトゥス（Antartus）の名で呼ばれ、十字軍にはトルトーザ（Tortosa）の名で呼ばれた。

## 地理
首都ダマスカスからは220km北西、シリア最大の港湾都市ラタキアからは南へ90kmで、車では地中海沿いに1時間以内の距離。シリアとレバノンの国境が30km南にある。
タルトゥースは東地中海に面し、背後にはシリアを東西に分ける山脈（Jabal an-Nusayriyah）が海岸と並行に連なる。シリア唯一の有人島アルワード島（アルワッド島、Arwad）はタルトゥースの沖3kmに浮かぶ。
タルトゥースは平坦な土地にあり、東は主に石灰岩（一部では玄武岩）からなる丘が取り囲んでいる。
気候は地中海性気候で、海からの湿った風に影響され、冬は短く、4月から10月にかけての夏の気温も穏やかである。穏やかな天気のほかに降水量の多さも特徴的で、夏の湿度は80%にも達する。東の丘や山地では、気候や環境はまた異なる。

## 歴史

### フェニキアからローマの時代

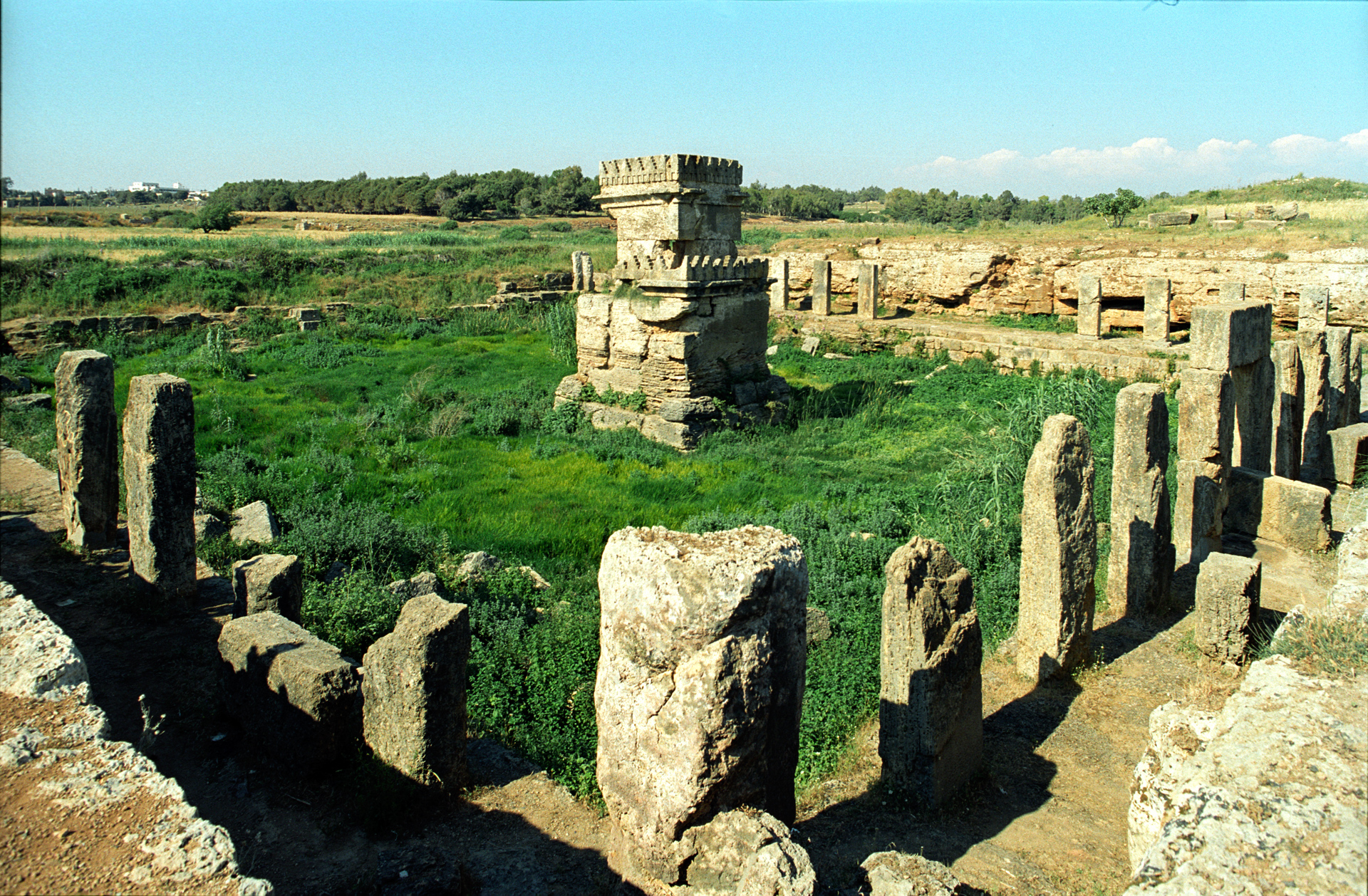
アムリトの遺跡

タルトゥースの歴史は、沖合いのアルワード島にフェニキア人の植民都市アラドゥス（Aradus）が建設された紀元前2千年紀に遡る。陸地の側にはアンタラドゥス（ラテン語の Anti-Aradus、「アラドゥスの向かい側」）と呼ばれた町が建設された。フェニキア時代のアンタラドゥスは、より重要で大きな都市であるアラドゥスとつながる本土側の小さな町に過ぎず、遺跡は多くは残っていない。
タルトゥース近郊にはアムル人が建てた古代都市アムリト（Amrit）の遺跡があり、アレクサンドロス大王の時代以降はギリシャ語でマラトゥス（Marathus）と呼ばれておりアラドゥスの管轄下で経済的に重要な役割を果たした。
ローマ帝国の後期、皇帝コンスタンティヌス1世は、聖母マリアへの崇敬の盛んなアンタラドゥスの街を援助した。聖母マリアのための最初の礼拝堂は、ここアンタラドゥスに3世紀ごろ建てられたとされる。

### 中世、十字軍の時代

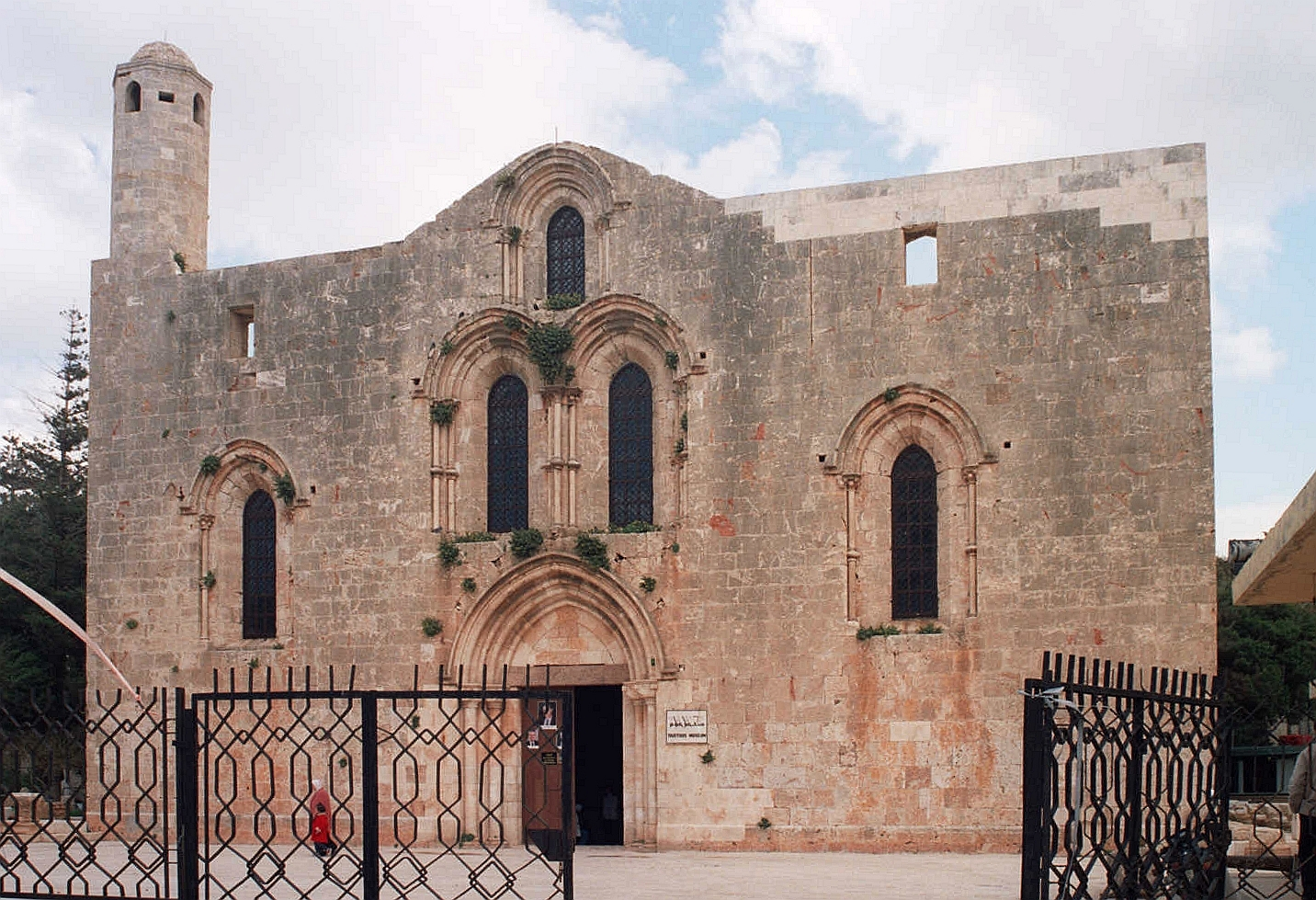
トルトーザの聖母教会

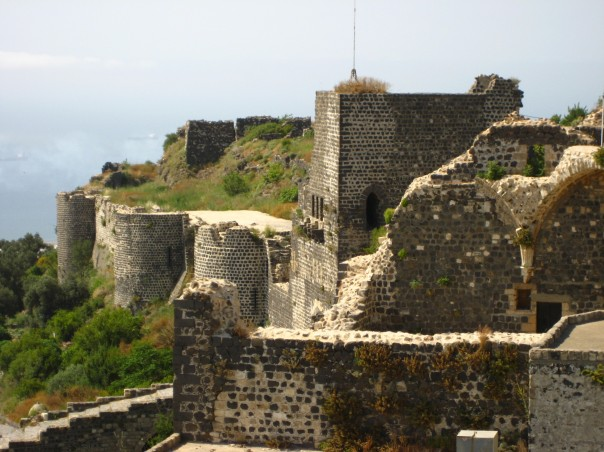
十字軍の拠点マルガット城

シリア沿岸は12世紀末に第1回十字軍に征服され、タルトゥースはトリポリ伯国の町・トルトーザとなる。1123年にはトルトーザの聖母教会（church of Our Lady of Tortosa）が建立された。教会建物は現存しており、中にある祭壇には多くの巡礼が訪れている。聖堂の建物自体は、ムスリムがタルトゥースを取り返した後はモスクとなり、オスマン帝国時代には兵営となっていた。フランス統治下で改修された後は市の博物館として使われ、アムリト遺跡からの出土品やこの地域一帯の遺物を展示収蔵している。
ヌールッディーンは十字軍からタルトゥースを一時的に奪回したがすぐ十字軍側に奪われた。1152年にはテンプル騎士団の手に渡り、軍事司令部が置かれた。テンプル騎士団はタルトゥース（トルトーザ）付近に大きな建物をいくつも築いた。大きな礼拝堂と精巧な塔のある、分厚い同心円状の二重の城壁で囲まれたコンセントリック型の城はその一つである。騎士団の使命は、トルトーザの街と周囲の土地やキリスト教徒の入植地をムスリムの攻撃から守ることだった。1188年、トルトーザ市街はサラーフッディーンにより陥落し、テンプル騎士団の司令部はキプロス島へ移った。しかし騎士団の一部がトルトーザの城塞に立てこもりサラーフッディーンの軍勢もこれを陥落させることができなかった。
トルトーザの城塞は、バニヤース付近の山の上に築かれた聖ヨハネ騎士団のマルガット城（Margat、またはQalaat al-Marqab）などとともにさらに100年に渡って西洋人の基地となり城の守りは強化され続けた。13世紀末、エジプトでマムルーク朝が勃興しシリアに侵入し、マルガット城は1285年に降伏した。アッコ（現イスラエル）は1291年に陥落し、続いてトルトーザも陥落した。トルトーザはテンプル騎士団がシリア本土に維持した最後の前哨であったが、対岸のアルワード島はなおもテンプル騎士団が守り、イル・ハン朝のガザン・ハンと手を結んでシリアに再上陸しようとした。しかし1302年、マムルーク朝との攻防戦の末アルワード島も陥落した。

### 近代
シリアの中で、ラタキアに次ぐ港湾都市であるタルトゥースは、シリア海軍の主要な基地であると同時に、ソ連時代以来のロシア海軍の海外拠点の一つである。2011年以来のシリア内戦ではアサド大統領と同じ宗派のアラウィー派住民が多いこともあり一貫してアサド政権支持の立場を採っている。シリア14県の内で戦死した兵士が人口比で最も多く、徴兵により内戦の犠牲になった遺族等によるデモは見られるものの政権打倒を目指した暴力的な反政府運動とは一線を画している。
2015年になりロシア軍がアサド政権を支援する形でのシリア内戦への軍事介入を決定し、タルトゥースの海軍補給処についても施設の拡大が検討されている。

## 経済

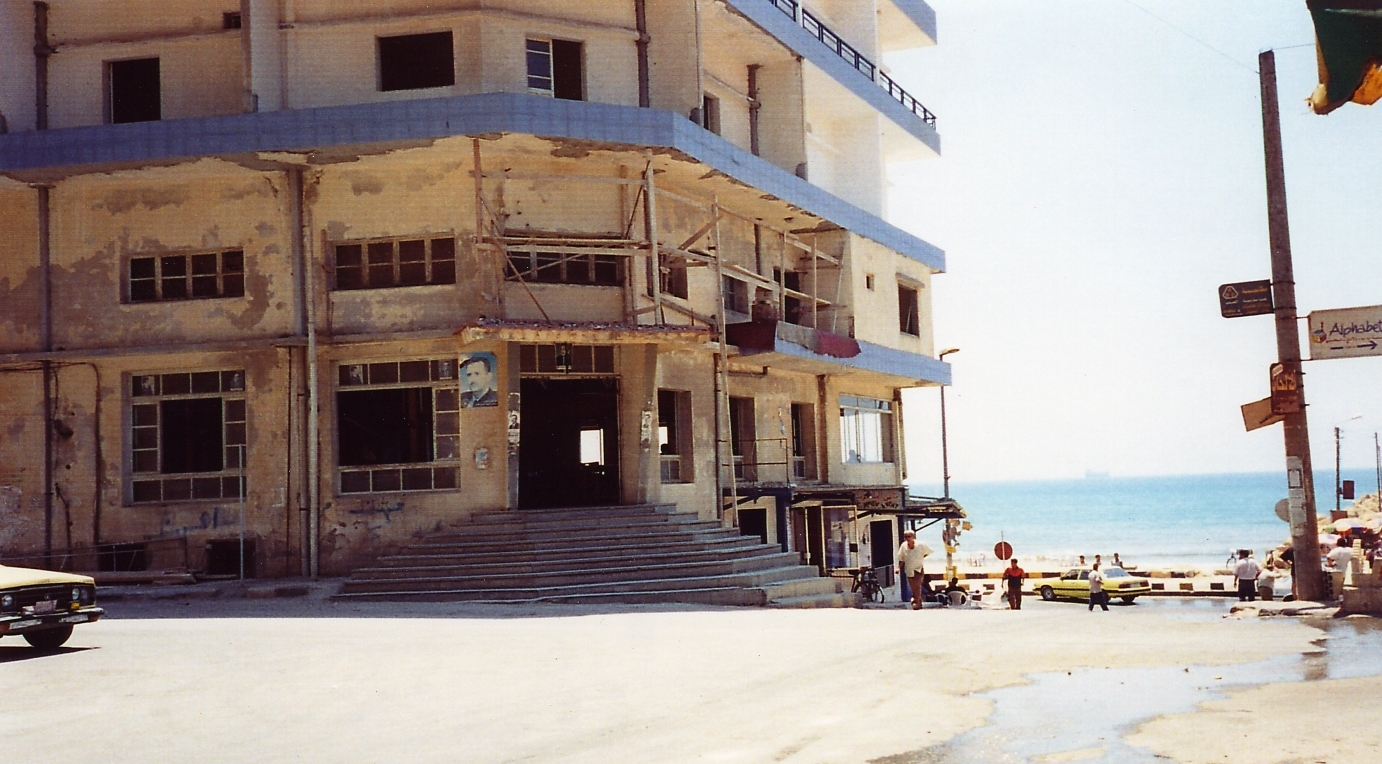
タルトゥースの港付近

地中海に面し、レバノン国境からも近いタルトゥースは、シリアの二大港湾の一つで国内の重要な交易拠点である。タルトゥース港では、イラク復興のための物資が大量に荷揚げされイラクに運ばれていることから、大規模な拡張工事が行われている。
タルトゥースには冷戦時代にソ連海軍の補給および修繕のための基地（タルトゥース海軍補給処）があり、ロシア海軍の職員がいる（国外駐留ロシア連邦軍部隊の一覧#シリアも参照）。ロシア海軍の地中海でのプレゼンスを高めるために、ロシアが基地を拡大するのでないかという推測もある。
タルトゥースのその他の産業は漁業および観光で、砂浜やリゾートが付近の海岸に点在しており人気のある観光地になっている。近年は港湾地区を再開発するアンタラドゥス・ウォーターフロント開発計画が進められ、巨額の投資がなされている。

## 住民

### 民族
タルトゥース県の人口のほとんどはアラブ人だが、3,000人ほどのギリシャ系住民がタルトゥースの南のアル＝ハミーディーヤの街に住んでいる（19世紀末、クレタ島から追われたムスリム難民が当時オスマン帝国領だったこの地に移住した）。またイラク戦争以来、イラク人難民数千人がタルトゥースに住んでいる。

## 交通

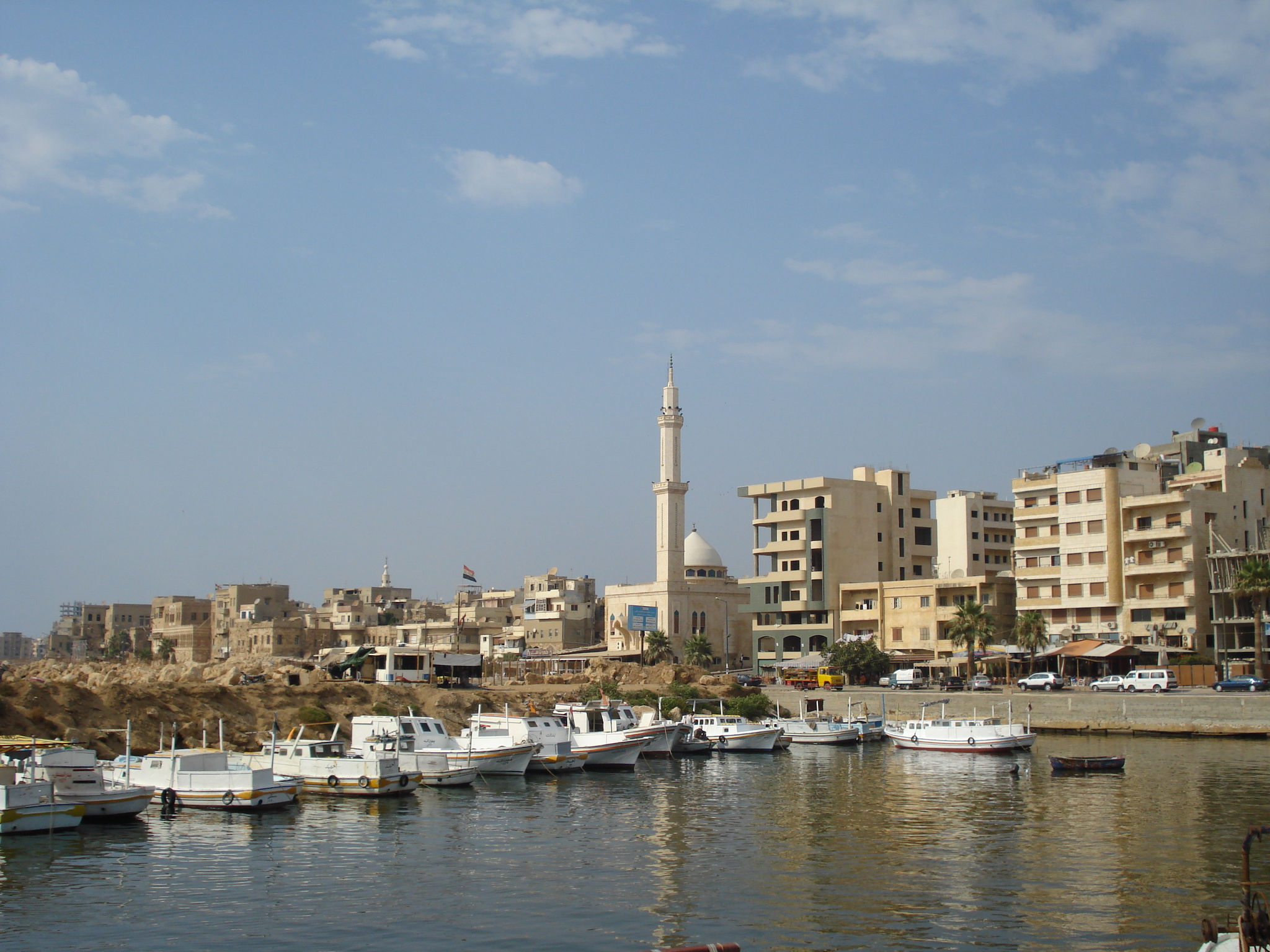
タルトゥースの港

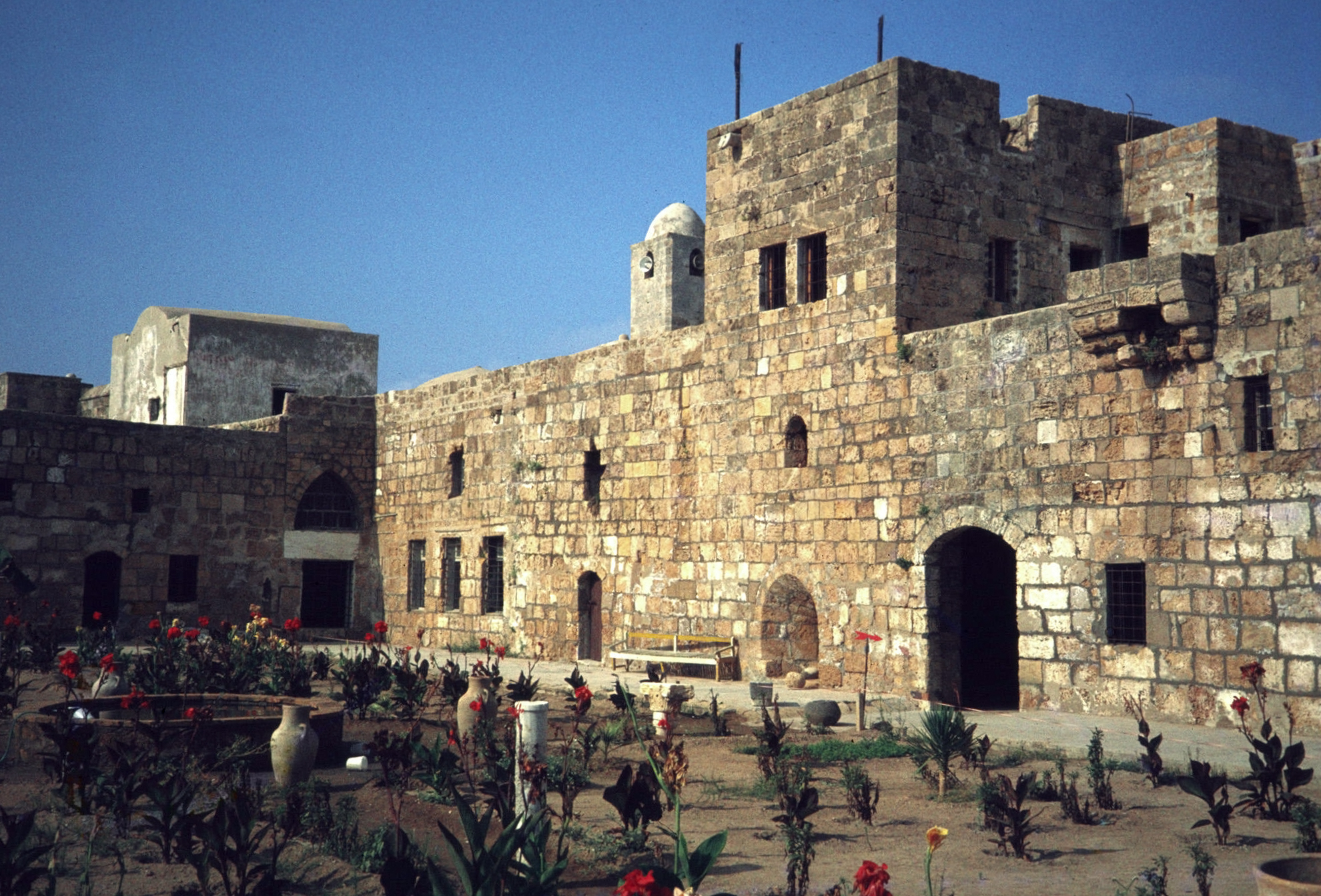
アルワード島のオスマン時代の城塞。フランス統治時代は監獄だった

タルトゥースとその周辺にはよく整備された道路網や国道がある。鉄道がタルトゥースとシリアの他の大都市との間を結んでいるが、旅客運送を行っているのはラタキアとの間の路線のみ。沖のアルワード島との間にはフェリーが運航している。
国際空港は80km北のアル・バシル（Al Basil）にある。

## 観光
タルトゥースの旧市街中心部は、十字軍時代のテンプル騎士団城塞の上に建っており、その城壁内部は近代以降の新しい建物で埋め尽くされている。旧市街とその北側および東側に広がる新市街とは、城塞の堀で分かれている。城塞の外には史跡はあまりないが、12世紀に建てられた元聖母教会（現在の博物館）の建物は新市街の側にある。
タルトゥースと周辺地域は古代遺跡の豊かな地域で、さまざまな時代の重要な遺跡、よく知られた遺跡が市内から車で30分以内の場所にある。
- タルトゥース市街
- マルガット城（市の北方、バニヤース付近）
- サフィータ（Safita）の町
- アルワード島と城塞
- トルトーザの聖母教会の建物（博物館）
- ベイト・エル・バイク宮殿（Beit El Baik）
- ホスン・スレイマーン寺院
- マシュタ・アル・ヘロー（東の山中にあるリゾート）